# Distrito de Uherské Hradiště
El distrito de Uherské Hradiště es uno de los cuatro distritos que forman la región de Zlín, República Checa, con una población estimada a principio del año 2018 de 142 434 habitantes. Se encuentra ubicado al sureste del país, al este de Praga, cerca de la frontera con Eslovaquia. Su capital es la ciudad de Uherské Hradiště.

## Localidades con población (año 2018)
- Babice 1.793
- Bánov 2.103
- Bílovice 1.896
- Bojkovice 4.374
- Boršice 2.171
- Boršice u Blatnice 826
- Břestek 811
- Březolupy 1.693
- Březová 1.010
- Buchlovice 2.441
- Bystřice pod Lopeníkem 808
- Částkov 383
- Dolní Němčí 2.972
- Drslavice 523
- Hluk 4.358
- Horní Němčí 824
- Hostějov 40
- Hostětín 226
- Hradčovice 1.025
- Huštěnovice 991
- Jalubí 1.816
- Jankovice 450
- Kněžpole 1.104
- Komňa 560
- Korytná 940
- Košíky 397
- Kostelany nad Moravou 915
- Kudlovice 968
- Kunovice 5.646
- Lopeník 229
- Medlovice 458
- Mistřice 1.176
- Modrá 732
- Nedachlebice 797
- Nedakonice 1.609
- Nezdenice 737
- Nivnice 3.384
- Ořechov 755
- Ostrožská Lhota 1.489
- Ostrožská Nová Ves 3.455
- Osvětimany 877
- Pašovice 708
- Pitín 906
- Podolí 872
- Polešovice 2.019
- Popovice 1.048
- Prakšice 1.030
- Rudice 439
- Salaš 393
- Slavkov 655
- Staré Hutě 129
- Staré Město 6.716
- Starý Hrozenkov 893
- Strání 3.494
- Stříbrnice 424
- Stupava 158
- Suchá Loz 1.148
- Šumice 1.654
- Sušice 609
- Svárov 231
- Topolná 1.637
- Traplice 1.150
- Tučapy 246
- Tupesy 1.122
- Uherské Hradiště 25.215
- Uherský Brod 16.522
- Uherský Ostroh 4.296
- Újezdec 245
- Vápenice 200
- Vážany 427
- Velehrad 1.174
- Veletiny 549
- Vlčnov 3.020
- Vyškovec 144
- Záhorovice 1.045
- Žítková 172
- Zlámanec 308
- Zlechov 1.674